# Grevillea velutinella
Grevillea velutinella är en tvåhjärtbladig växtart som beskrevs av Mcgill.. Grevillea velutinella ingår i släktet Grevillea och familjen Proteaceae. Inga underarter finns listade i Catalogue of Life.